# Горєлово (аеродром)
Горєлово — колишній військовий аеродром на півдні Санкт-Петербурга, в однойменному окрузі Горєлово.
Розташований поруч із селом Аннино, Ленінградської області, 11 км на південний захід від аеропорту Пулково.
Зараз є перспективним місцем розвитку авіації загального призначення для базування невеликих літаків із місткістю до 20 осіб. Східна частина смуги є злітним майданчиком для гелікоптерів 419-го Авіаремонтного заводу.

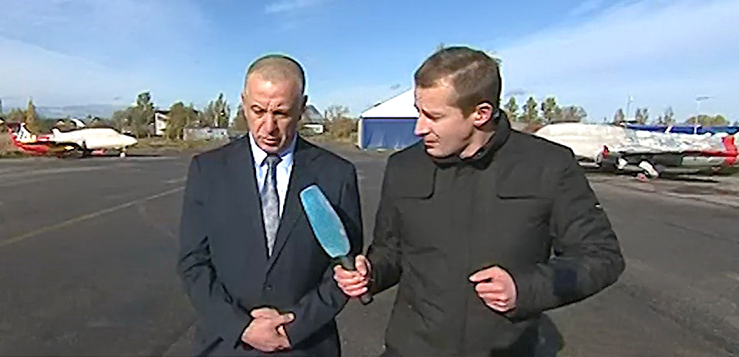
Репортаж телеканалу Санкт-Петербург (TopSpb.tv, 08.10.2018). План розвитку інфраструктури для цивільної авіації, розроблений спільно комітетами з транспорту Санкт-Петербурга та Ленінградської області.

## Історія
У січні 1938 року в Горелово під Ленінградом було сформовано 19-й винищувальний авіаційний полк на базі 58-ї та 70-ї винищувальних ае і 33-ї розвідувальної ае, що входили до складу 54-ї легкої авіаційної бригади.
З 30 листопада 1939 року по 13 березня 1940 року полк захищав північно-західні рубежі країни та Ленінград. За цей період бойових дій виконано 3412 бойових вильотів.
11 квітня 1940 року за відмінне виконання завдань командування під час бойових дій на Карельському перешийку полк нагороджений орденом Червоного прапора.
З березня 1951 на аеродромі базується 29-й гвардійський винищувальний авіаційний Волхівський полк, що прибув з Кореї. Входив у систему ППО Ленінграда.
З 1952 року на аеродромі базується також 11-й гвардійський винищувальний авіаційний Виборзький ордена Кутузова полк ППО. 21 червня 1965 полк розформований.
У травні 1969 року 29-й гвардійський винищувальний авіаційний Волхівський полк розформовано, а аеродром передано 419-му авіаремонтному заводу. Частину приміщень полку зайняло створене 1967 року ЛВВПУ ППО імені Ю. В. Андропова.
До початку 1990-х звідси літали літаки транспортної авіації (Ан-8, Ан-12) на аеродроми Прибалтійського військового округу.
Зараз на аеродромі базується один з 3-х літаючих Іл-14, відновлений ентузіастами.